# Чессальто
Чессальто (итал. Cessalto) — коммуна в Италии, располагается в провинции Тревизо области Венето.
Население составляет 3137 человек, плотность населения составляет 112 чел./км². Занимает площадь 28 км². Почтовый индекс — 31040. Телефонный код — 0421.
Покровителем коммуны почитается священномученик Власий Севастийский, празднование 3 февраля.